# Чернихов (Тернопольская область)
Чернихов (укр. Чернихів) — село в Тернопольской городской общине Тернопольского района Тернопольской области Украины.
До 2020 года входило в Зборовский район.
Код КОАТУУ — 6122689501. Население по переписи 2001 года составляло 702 человека.

## Географическое положение
Село Чернихов находится на правом берегу реки Серет,
выше по течению примыкает село Плесковцы,
ниже по течению на расстоянии в 1 км расположено село Глядки,
на противоположном берегу — село Иванковцы.

## История
- 1453 год — дата основания.

## Объекты социальной сферы
- Школа.
- Дом культуры.
- Фельдшерско-акушерский пункт.

## Достопримечательности
- Братская могила советских воинов.